# ميجان كلارك
ميجان كلارك (بالإنجليزية: Megan Clark)‏ هي جيولوجية ومهندسة أسترالية، ولدت في يونيو 1958.